# 7th (RED WARRIORSのアルバム)
『7th』（セブンス）は、日本のロックバンドであるRED WARRIORSの7枚目のオリジナル・アルバム。
2002年4月24日に徳間ジャパンコミュニケーションズのジャパンレコーズレーベルからリリースされた。セルフカバー・アルバム『Re:Works』（2001年）を経て、前作『JUPITER TRIBUS』（2000年）からおよそ2年ぶりにリリースされた作品であり、作詞および作曲はダイアモンド☆ユカイおよび木暮武彦が担当し、プロデューサーはRED WARRIORS名義となっている。
アルバムタイトルは同バンドの7作目のオリジナル・アルバムであることを意味する。浅香唯やface to ace等のサポート・ドラマーとして知られる西川貴博が、レコーディング及びツアーに参加している。本作からは1曲もシングルカットされていない。
本作リリース後、メンバー間の関係悪化などが影響しRED WARRIORSは3度目の活動休止となった。その後2007年に一夜限りの再結成を果たし、以後断続的に活動を継続しているが、新たなオリジナル・アルバムはリリースされていないため本作が最後のオリジナル・アルバムとなっている。

## 背景
1996年に再結成を果たしたRED WARRIORSであったが、メンバー間の思惑が一致しないことから周囲の期待に応えることが出来ず、5枚目となるアルバム『FIRE DROPS』（1997年）の売り上げ不振も重なりモチベーションを維持出来ず再び解散することとなった。その後ソロ活動を開始したユカイは、同年11月にタレントの三浦理恵子と結婚。しかしレコード会社との契約が終了したユカイは結婚直後であるにも拘わらずまったく仕事がない状態に陥り、ついには個人事務所が経済的に破綻する事態となった。
ソロ活動に限界を感じていたダイアモンド☆ユカイはRED WARRIORSの再々結成を検討するようになり、1999年にユカイ自らが木暮武彦および小川清史に声をかけ再結成する運びとなった。周囲からの要望を受けて再結成した前回とは異なり、自らが主体となって再結成したことからもユカイは自信に満ち溢れていたが、河村隆一のマネージャーを担当していた旧知の人物に話を持ち掛けるも断られ、木暮のマネージャーであった人物に事務的な仕事を依頼することとなった。しかしスタッフの選定をおざなりにしたままの見切り発車であったため、レコーディングやライブ活動を行ったもののメンバーは全員無給状態が続いていた。ユカイは事務を担当していたスタッフに確認したところ、「経費がかかっている。入ってくる金よりも出て行く金のほうが大きいんだ」との回答を受けた。しかし周囲からはその人物が銀座や赤坂で派手に遊んでいるという情報が入り、またコンサートグッズの制作会社から入金がないという連絡や、ファンクラブからは集金したものの活動がまったくないなどの苦情が寄せられるようになり、ユカイはその人物を追放し結果としてRED WARRIORSは徳間ジャパンコミュニケーションズのレーベルに仮所属することとなった。無給状態は解消されたもののユカイが受け取る月給は10万円となり、貯金を取り崩す生活なども影響した結果ユカイは2001年11月に三浦と離婚することとなった。

## リリースと3度目の活動休止
本作は2002年4月24日に徳間ジャパンコミュニケーションズのジャパンレコーズレーベルからCDにてリリースされた。前述したマネージャーによるトラブルの1件が影響し、メンバー間の関係悪化に伴いRED WARRIROSは3年間の活動を経て3度目の活動休止となった。ユカイは後にこの件に関して、「今思い返すと、もう一度、レッズを結成する前のレベッカ♂に戻ればうまくいっていたのかもしれない。メンバー全員でおんぼろワゴンに乗って日本中をツアーしていれば違った結果になったのかもしれない」と述べている。本作リリース後に徳間ジャパンコミュニケーションズとの契約は終了となり、レーベル預かりとなっていたRED WARRIORSは事務所も消失し再び無給状態となった。
本作収録曲である「眠らない森のように 〜Heat & Fire〜」は、木暮のアルバム『BIRTHDAY SONG』（2020年）において、木暮によるセルフカバーが収録された。

## 収録曲
- CDブックレットに記載されたクレジットを参照[13]。

| #         | タイトル                               | 作詞                | 作曲                | 編曲         | 時間  |
| --------- | -------------------------------------- | ------------------- | ------------------- | ------------ | ----- |
| 1.        | 「7th Strip」                          | ダイアモンド☆ユカイ | 木暮武彦            | RED WARRIORS | 2:53  |
| 2.        | 「Little Boy & Fat Man」               | 木暮武彦            | 木暮武彦            | RED WARRIORS | 4:23  |
| 3.        | 「最後の予言者」                       | ダイアモンド☆ユカイ | ダイアモンド☆ユカイ | RED WARRIORS | 4:52  |
| 4.        | 「眠らない森のように 〜Heat & Fire〜」 | 木暮武彦            | 木暮武彦            | RED WARRIORS | 4:24  |
| 5.        | 「ブルース」                           | ダイアモンド☆ユカイ | 木暮武彦            | RED WARRIORS | 5:49  |
| 6.        | 「Tumbling On」                        | ダイアモンド☆ユカイ | 木暮武彦            | RED WARRIORS | 4:00  |
| 7.        | 「The Voice」                          | ダイアモンド☆ユカイ | 木暮武彦            | RED WARRIORS | 7:13  |
| 8.        | 「LOVE IS SICK」                       | 木暮武彦            | 木暮武彦            | RED WARRIORS | 4:12  |
| 9.        | 「ALIVE」                              | ダイアモンド☆ユカイ | ダイアモンド☆ユカイ | RED WARRIORS | 5:23  |
| 10.       | 「LOVE ME」                            | 木暮武彦            | 木暮武彦            | RED WARRIORS | 6:40  |
| 11.       | 「Back to Life」                       | 木暮武彦            | 木暮武彦            | RED WARRIORS | 5:34  |
| 合計時間: | 合計時間:                              | 合計時間:           | 合計時間:           | 合計時間:    | 55:23 |

## スタッフ・クレジット
- CD付属の歌詞カードに記載されたクレジットを参照[14]。

### RED WARRIORS
- 田所“ダイアモンド☆ユカイ”豊 – ボーカル、ギター、ハープ
- 木暮 "SHAKE" 武彦 – ギター、コーラス
- 小川清史 – ベース、コーラス

### 参加ミュージシャン
- 西川貴博 – ドラムス、パーカッション（4曲目以外）
- 湊雅史 – ドラムス（4曲目のみ）
- 三国義貴 – キーボード

### 録音スタッフ
- 浅野浩伸（レディファイン） – レコーディング・エンジニア
- 武藤昌俊（レディファイン） – 追加エンジニア
- 守屋勝美（レディファイン） – 追加エンジニア
- 木暮武彦 – 追加エンジニア
- 鈴木裕也（ランドマークスタジオ） – アシスタント・エンジニア
- 桜井直樹（アバコクリエイティブスタジオ） – アシスタント・エンジニア
- 大泉隆（アバコクリエイティブスタジオ） – アシスタント・エンジニア
- 坂口和代（鯛スタジオ） – アシスタント・エンジニア
- 菅原恭史（鯛スタジオ） – アシスタント・エンジニア
- 開崎晃典（サウンドスカイスタジオ） – アシスタント・エンジニア
- 田中三一（ソニー・ミュージックスタジオ） – マスタリング・エンジニア
- 川崎嘉之 (MOBY DICK) – インストゥルメンタル・テクニシャン
- 武田数也 (MOBY DICK) – インストゥルメンタル・テクニシャン
- 中川孝一 (MOBY DICK) – インストゥルメンタル・テクニシャン

### 制作スタッフ
- やなぎさわひろえ（タイムリーレコード） – アーティスト・マネージメント
- 伊藤毅（徳間ジャパンコミュニケーションズ） – A&R
- まついみのる（徳間ジャパンコミュニケーションズ） – アーティスト・プロモーション
- 小田学（徳間ジャパンコミュニケーションズ） – セールス・プロモーション
- 吉田卓司（タイムリーレコード） – エグゼクティブ・プロデューサー
- おざわしんいち（徳間ジャパンコミュニケーションズ） – エグゼクティブ・プロデューサー

### 美術スタッフ
- TAMIE J. HIROKAWA – 描画
- 難波宏 – 写真撮影
- みはらゆか – ヘアー&メイク・アップ
- A/f – デザイン

## リリース日一覧
| No. | リリース日    | レーベル                       | 規格 | カタログ番号 | 備考 | 出典          |
| --- | ------------- | ------------------------------ | ---- | ------------ | ---- | ------------- |
| 1   | 2002年4月24日 | 徳間ジャパン／ジャパンレコーズ | CD   | TKCA-72344   |      | [ 15 ] [ 16 ] |